# Rodión Románovich Raskólnikov

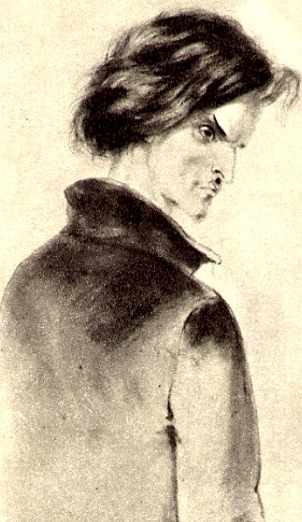
Rodión Raskólnikov por Piotr Boklevski, circa 1880.

Rodión Románovich Raskólnikov (ruso: Родиóн Ромáнович Раскóльников)  es el protagonista de la novela rusa Crimen y castigo, de Fiódor Dostoyevski. A lo largo del libro se lo llama también «Rodia» y «Ródenka». El nombre Raskólnikov viene de la palabra rusa raskólnik, que significa cismático. 
Raskólnikov es un estudiante de veintitrés años que proviene de una humilde familia del interior de la Rusia Imperial, que se desplaza a San Petersburgo para estudiar Derecho en la Universidad. Es hijo de una familia dedicada al servicio doméstico, huérfano de padre, hijo de Pulqueria Raskólnikova, costurera, y hermano de Dunia, una sirvienta doméstica.
En San Petersburgo vivía en una minúscula habitación alquilada, que básicamente constaba de un diván, donde pasaba los días aislado pensando y en que prácticamente no comía a no ser que la criada, Nastia, le ofreciera algo. Llegó a prometerse con la hija de su patrona, de la que nunca estuvo enamorado, que finalmente murió de tisis. El amor lo descubrió con Sonia, hija de un exfuncionario alcohólico "amigo" suyo, que tras ser confidente del crimen que comete, lo sigue abnegadamente en toda la historia.
Tras un tiempo estudiando Derecho, Raskólnikov se ve en apuros económicos, por lo cual se ve forzado a dejar su prometedora carrera. Luego de enclaustrarse en su pequeña habitación arrendada, Raskólnikov fue desarrollando un plan, que consistía en matar a una vieja prestamista, Aliona Ivánovna, para robarle una fuerte suma de dinero con la que podría retomar sus estudios y ayudar a la gente pobre. Tras dos meses de constantes dilemas morales y éticos, Raskólnikov da el paso y asesina a la anciana con un hacha; sin embargo, de forma totalmente imprevista, se ve forzado además a matar a la bondadosa y bastante ingenua hermana de la anciana, Lizaveta Ivánovna, que aparece de improviso y descubre el cadáver junto al propio Rodia en la escena del crimen.

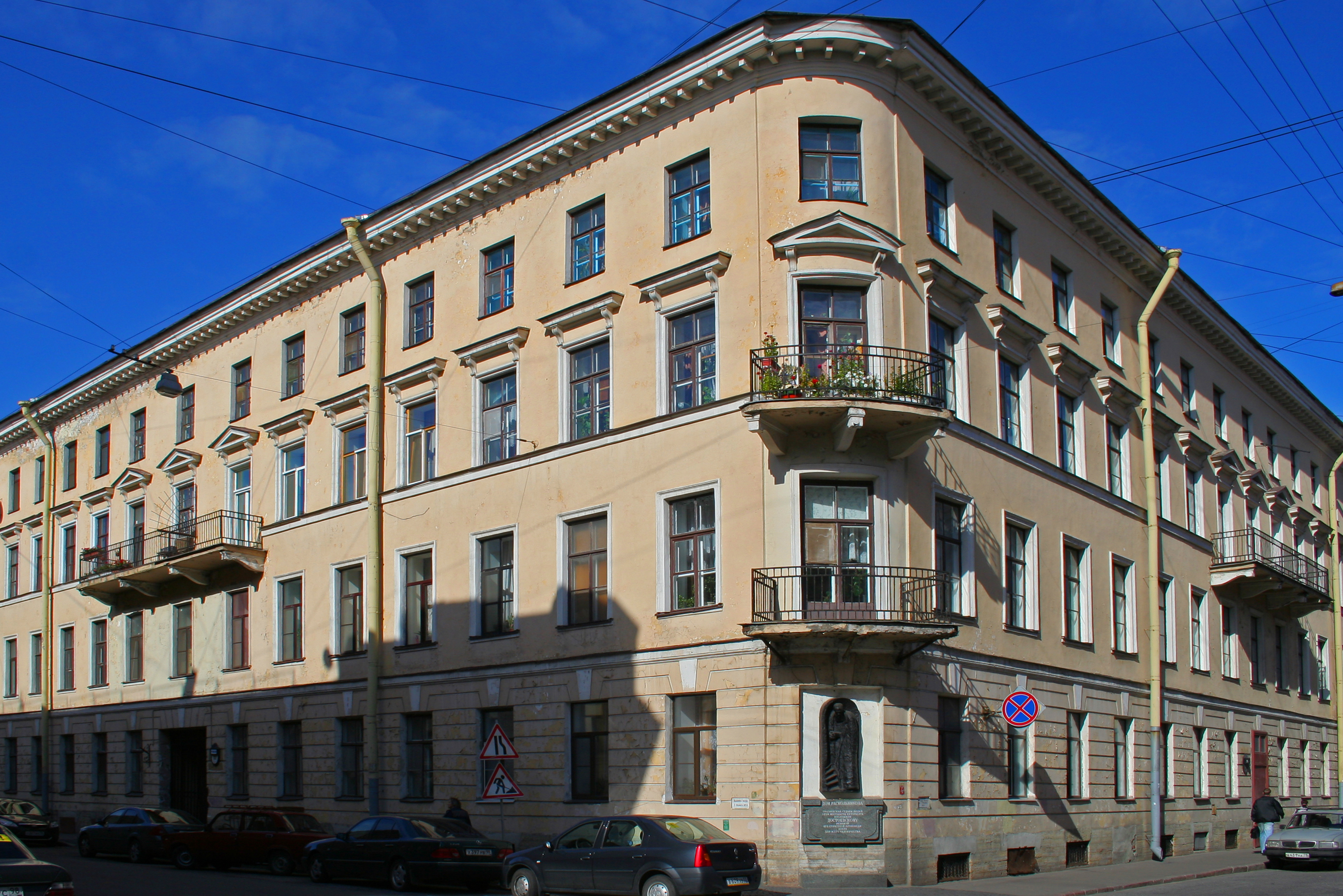
La Casa de Raskólnikov en San Petersburgo donde se supone el personaje alquilaba la habitación.

A pesar de lo simples que podían parecer los motivos para asesinar a aquella anciana, la verdad resultaba ser otra. Raskólnikov había desarrollado su propia teoría acerca de los superhombres, que publica en una revista local, considerándose a sí mismo uno de ellos, comparándose frecuentemente con Napoleón. Para él, el asesinato de la anciana podía resultar justificable puesto que el dinero que habría de robar le serviría para completar sus estudios, sacar a su familia de la pobreza y además cumplir su «misión» en la Tierra.
Al poco tiempo se da cuenta de que él no pertenece a esa selecta casta de superhombres, lo que le plantea la inutilidad del crimen, y decide deshacerse de lo robado, planteándose si entregarse o vivir con la culpa. Finalmente decide entregarse y gracias a que el investigador del caso le ha cogido cariño, en vez de la muerte, le da el destierro a Siberia adonde Sonia decide acompañarlo. 
La crítica ha tomado y retomado mil veces el clásico de Dostoyevski para señalar su adhesión o descontento con los acontecimientos que surgen en el epílogo. Según algunos autores, como la Cintia Fernández, el sentimiento de redención que atraviesa este personaje hacia el final de la novela Crimen y castigo carece de verosimilitud, así como también el sentimiento de arrebato amoroso que experimenta frente a la fiel y paciente Sonia. Otros autores, por caso, la Doctora Socorro Orgeira, sostienen que la anagnórisis por la que atraviesa en el final de la obra el personaje de Raskólnikov contribuye de manera certera al pacto ficcional que se ha fijado entre el lector y la obra promediando la primera parte a la que se podría intitular sin objeciones "El crimen". Según esta autora, la vulnerabilidad que desenvuelve el personaje en el final lo desenmascara en su experiencia vital humana y, por eso, ese final se cierne como principio de otra historia.
En una posición más conciliadora, la especialista Alejandra Paredes sostiene que la obra en su totalidad —y no sólo el final— debe ser recuperada por un lector dispuesto a despojarse del marco moral que vela (y veta), en muchos casos, el verdadero significado de las cosas e ideas que surgen de la literatura.
En 1936, Mijaíl Bajtín publicó la obra Problemas de la poética de Dostoyevski, donde describe el aspecto polifónico y dialógico de las novelas de este autor, es decir, su facultad de exponer y contrastar distintas cosmovisiones de la realidad representadas por medio de cada personaje.